# Asz-Szaíd Muhammad egyiptomi szultán
Asz-Szaíd Muhammad, trónra lépése előtt Nászir ad-Dín Muhammad Baraka Hán (1260 – Szíria, al-Karak, 1280 márciusa) Bajbarsz fia, az egyiptomi bahrí mamlúkok ötödik szultánja volt (uralkodott 1277. június 30-ától 1279 augusztusáig). Teljes titulusa al-Malik az-Szaíd, melynek jelentése: „a boldog/szerencsés király”.
Bajarsz és egy hvárezmi hadvezér, Baraka Hán leányának házasságából született 1260 körül, anyai nagyapjának nevét örökölte. 1262-ben, kétéves korában hivatalosan is trónörökössé nyilvánították, 1264. augusztus 8-án pedig társuralkodóvá lépett elő, és Ajdemir al-Hillí személyében atabéget neveztek ki mellé. Apja 1277-es haláláig semmiféle hatalmat nem gyakorolhatott, viszont igyekezett saját udvartartást kiépíteni (neve hásszakijja a belső kamaráról).

## Uralkodása
Bajbarsz Damaszkuszban bekövetkezett haláláról Bilik al-Házindár, a szultán főminisztere értesítette Kairót, így ott eltitkolták az esetet, amíg meg nem érkezett a hadsereg Szíriából, biztosítva az akadálymentes hatalomátvételt. Muhammad Baraka Hán rövid uralkodása al-Muazzam Túránsáhéra emlékeztet: az ifjú örökös a saját mamlúkjaira támaszkodott, kivívva mind Bajbarsz körének (záhirijja), mind a még asz-Szálih Ajjúbhoz kötődő bahrijjának az ellenszenvét, ami hamarosan bukásához vezetett.
Bilik al-Házindár néhány héten belül meghalt – egyes források szerint megmérgezték, mások szerint egyenesen az anyakirályné keze volt a dologban –, és Bajbarsz egy másik bizalmasa, Ákszunkur al-Fárikání követte az adminisztráció élén. Al-Fárikánít azonban rövidesen bebörtönözték, ahol meghalt, és az új szultán egy mongol mamlúkját, Küvendik asz-Szákít (nevének jelentése: a pohárnok) nevezte ki a helyére. Hamarosan börtönbe került Szunkur al-Askar, Bajszarí és a szultán értük felszólaló nagybátyja is – igaz, ez puszta erődemonstrációnak bizonyult, mivel rövidesen mindhármukat elengedték.

## A bukás
1279 márciusában a szultán Damaszkuszba vonult hadai élén, és Bajszarí és egy veterán bahrí, Kalávún al-Alfí vezetésével expedíciót küldött Kis-Örményország ellen. Távollétükben hatalmi villongás lobbant fel a különféle mamlúkházak között, melyek során Küvendik urát elhagyva Bajbarsz záhirijjája mellett foglalt állást, és értesítette az augusztusban visszatérő hadvezéreket a veszélyről. Kalávún és Bajszarí az elégedetlenek élére állva követelték a hásszakijja menesztését, ám a szultán anyjával folytatott tárgyalásaik kudarccal végződtek, és egy éjszaka jobbnak látták titokban Kairóba indulni. Ezt tapasztalva asz-Szaíd kincseit és édesanyját az erős karaki várba küldte, míg jómaga szintén hazafelé vette az irányt. Útja során hívei zöme elhagyta, és bár a kairói fellegvárba sikerült bejutnia, még augusztusban lemondott al-Hákim kalifa közvetítésére.
Baraka Hán Karakba vonult híveivel, ahol rövidesen csatlakozott hozzá utódjául kinevezett, de alig három hónap után lemondatott féltestvére, al-Ádil Szalámis is. Bajbarsz dinasztiaalapítási kísérlete ezzel kudarcba fulladt: a trónt egy idősebb bahrí, Kalávún szerezte meg. Asz-Szaíd Muhammad al-karaki központja potenciális veszélyforrást jelentett rövidesen, 1280 márciusában bekövetkező haláláig, amelyet a kortársak közül néhányan mérgezésnek tulajdonítottak.